# Daniel Swern
Daniel Swern (* 21. Januar 1916 in New York City; † 5. Dezember 1982 in Philadelphia) war ein amerikanischer Chemiker und Entdecker der nach ihm benannten Swern-Oxidation.
Der Absolvent der University of Maryland, College Park, arbeitet nach seiner dortigen Promotion 1940 für das Landwirtschaftsministerium der Vereinigten Staaten, wo er unter anderem erfolgreich Verfahrens der Polyvinylchlorid-Veredelung entwickelte und 1966 mit dem Alton E. Bailey Award ausgezeichnet wurde.
Von 1954 bis 1963 war er Professor an der Drexel University bzw. deren Vorgängerin, dem Drexel Institute of Technology, 1964 wechselte er an die Temple University in derselben Stadt., die seit 2007 jährlich Sondervorlesungen in seinem Angedenken abhält. Er übernahm die Herausgeberschaft des Werkes Bailey’s Industrial oil and fat products nach Alton E. Baileys Tod und galt als ein führender Forscher im Bereich der Petrochemie und Fettchemie; er wurde für seine Arbeiten in diesem Bereich vielfach ausgezeichnet.

## Werke
- The action of lead tetraacetate upon hydroxylated fatty acids, College Park, Maryland 1940
- A survey on research possiblities for animal fats, Philadelphia, 1953
- Organic peroxides, 1. Auflage, New York 1974; 2. Auflage, Malabar 1982 ISBN 0-89874-217-X
- Herausgeber der 3. (1964) und 4. Auflage (1979–85; ISBN 0-471-83957-4): Bailey’s Industrial oil and fat products